# Yannick Bazin
Yannick Bazin (Fontenay-aux-Roses, 18 giugno 1983) è un pallavolista francese, palleggiatore del Nantes.

## Carriera

### Club
La carriera di Yannick Bazin inizia nel 1992 nelle giovanili del Fontenaisienne. Nel 1997 passa all'Asnières, sempre nella formazione giovanile, per poi essere promosso in prima squadra all'inizio della stagione 2001-02, esordendo nella massima divisione francese: resta legato allo stesso club anche quando questo, al termine dell'annata 2002-03, retrocede in Pro B; ritorna a disputare la Pro A nella stagione 2006-07 a seguito della promozione dell'Asnières.
Per il campionato 2007-08 viene ingaggiato dal Cannes, mentre in quella successiva è al Paris, sempre in Pro A, dove, in due annate di permanenza, vince lo scudetto 2008-09. Nella stagione 2009-10 si trasferisce per la prima volta all'estero, nella Voleybol 1. Ligi indossando la casacca del Galatasaray, per poi disputare la stagione seguente con i Plataneros de Corozal, nella Liga de Voleibol Superior Masculino: terminati gli impegni con la società portoricana ritorna in Francia, per concludere l'annata con lo Chaumont, in Ligue B. Per il campionato 2012-13 è in Bielorussia, firmando per il Budaŭnik Minsk, militante in Vysšaja Liha, con cui conquista la coppa nazionale e lo scudetto.
Nella stagione 2013-14 difende i colori del Rennes, in Ligue A, stessa divisione in cui milita nell'annata successiva ma con il Tours, aggiudicandosi la Supercoppa, la Coppa di Francia e il campionato. Nella stagione 2015-16 accetta l'offerta per il Plessis-Robinson, in Ligue B, per poi accasarsi, nella stagione 2016-17 allo Cambrai, sempre in serie cadetta, con cui, in cinque annate di permanenza ottiene la promozione in Ligue A al termine del campionato 2019-20, pur non concluso a causa della pandemia di COVID-19. Nell'annata 2021-22 viene acquistato dal Nantes, sempre in Ligue A.

### Nazionale
Nel 2007 ottiene le prime convocazioni nella nazionale francese, con cui, nel 2009, conquista la medaglia d'argento al campionato europeo. Riceve le ultime convocazioni nel 2014.

## Palmarès

### Club
- Campionato francese: 2

2008-09, 2014-15
- Campionato bielorusso: 1

2012-13
- Coppa di Bielorussia: 1

2012-13
- Coppa di Francia: 1

2014-15
- Supercoppa francese: 1

2014

### Premi individuali
- 2009 - Pro A: Miglior palleggiatore